# Angostura cuneifolia
Angostura cuneifolia là một loài thực vật có hoa trong họ Cửu lý hương. Loài này được (A.St.-Hil. ex DC.) Albuq. mô tả khoa học đầu tiên năm 1981.